# 1995년 전국체육대회
제76회 전국체육대회는 1995년 10월 2일부터 10월 8일까지 대한민국 경상북도에서 개최되었다.
지방 중소도시 최초로 전국체육대회가 개최되었으며, 1975년 제56회 전국체전 개최 이후 20년만에 개최되었다. 대구광역시 분리후 처음으로 개최되었으며, 광복 50주년 기념으로 개최되었다.

## 개요
- 대회명칭 : 제76회 전국체육대회
- 개최기간 : 1995년 10월 2일 ~ 1995년 10월 8일
- 개최지 : 경상북도 (주개최지 : 포항시)
- 구호 : 굳센 체력, 알찬 단결, 빛나는 전진
- 참가인원 : 20,490명
- 종별 : 일반부, 대학부, 고등부

## 종목

### 정식종목
| - 검도 - 골프 - 궁도 - 근대5종 - 농구 - 럭비 - 레슬링 - 배구 - 배드민턴 - 보디빌딩 | - 복싱 - 볼링 - 사격 - 사이클 - 수영 (경영, 다이빙, 수구) - 승마 - 씨름 - 야구 - 양궁 - 역도 | - 요트 - 유도 - 육상 - 인라인롤러 - 정구 - 조정 - 체조 - 축구 - 카누 - 탁구 | - 태권도 - 테니스 - 펜싱 - 하키 - 핸드볼 |

### 시범종목
- 세팍타크로
- 우슈
- 수중